# Tequila kommun, Veracruz
Tequila är en kommun i Mexiko.   Den ligger i delstaten Veracruz, i den sydöstra delen av landet, 230 km öster om huvudstaden Mexico City. Antalet invånare är 4 324. Arean är 100 kvadratkilometer.
Terrängen i Tequila är huvudsakligen kuperad, men västerut är den bergig.
Följande samhällen finns i Tequila:
- Tequila
- Poxcautla
- El Campanario
- Oxtotitla
- Tlecuaxco
- Santa Cruz
- Teotzacualco
- Tolapa
- Zincalco
- Moxala
- Xalxocotla
- Atlajco
- La Cumbre
- Ocotempa
- Tepecuitlapa
- Coxititla
- Cortezca
- Chapultepec el Grande
- Ocotzocotla
- Mirador
- Zacatlamanca II
- Mitepec
- Ex-Hacienda Tlazololapan
- Tepapalotla
- Colonia los Álamos
- Colonia Nuevo Progreso
- Ocotempa